# Jean Viret
Pour les articles homonymes, voir Viret.
Jean Viret (Jean, François, Émile), né le 17 mars 1894 à Lyon, mort le 9 août 1970 à Villeurbanne est un paléontologue et un géologue français,  professeur de géologie à la Faculté des sciences de Lyon, et directeur du Museum d'histoire naturelle de Lyon. 

## Biographie
Jean Viret est fils d'un professeur de lettres. Élève au Lycée du parc de Lyon. Il prépare, de 1912 à 1914, une licence de sciences naturelles à la Faculté des sciences de Lyon où il suit les cours de Charles Depéret. Lorsque la guerre de 1914 éclate il se met à la disposition des hospices de Bourg-en-Bresse et part avec le 60e régiment d'infanterie avec lequel il participe aux batailles sur le front de l'Aisne, de Champagne et de Verdun. Il est fait prisonnier et le reste du 26 février 1916  au 11 novembre 1918. Il reprend alors ses  études et obtient l'agrégation des sciences en 1920. Durant les trois premières années de sa carrière d'enseignant il est professeur de sciences physiques et naturelles au lycée Banville à Moulins. En 1923 il revient à Lyon au lycée Ampère.  En 1928 il soutient une thèse de doctorat ès sciences sur les faunes de mammifères de l'Oligocène supérieur de la Limagne bourbonnaise. Il participe alors à l'enseignement supérieur, en 1928 il est chargé du cours de géologie générale et appliquée à l'École Centrale Lyonnaise puis, en 1930, chargé du cours de pétrographie élémentaire à la Faculté des sciences ; en 1933 il assure les conférences de géologie préparatoires à l'Agrégation de sciences naturelles. En 1940 il est nommé directeur du Muséum d'Histoire Naturelle de la ville de Lyon, en remplacement de M. Gaillard , admis à faire valoir ses droits à la retraite, Louis David lui succédera en 1963. En 1947 il est nommé maître de conférences, en 1950 professeur sans chaire  et, en 1957 professeur titulaire. 
Sa carrière scientifique comporte deux aspects : les fouilles archéologiques et la rédaction d'ouvrages ou articles scientifiques sur les mammifères fossiles. En 1937 il conduit  une mission de fouilles dans le gisement de Sansan (Gers). Ultérieurement il mène des fouilles à Bruges (Gironde ), dans l'Ain (Mollon, Soblay), en Haute-Loire (La Roche-Lambert, Vialette près du Puy-en-Velay), à Saint-Vallier (Drôme)... Une part importante de son activité géologique régionale s'est traduite par une cartographie géologique. Il sera le créateur de 79 taxons nouveaux et 24 nouvelles espèces lui seront dédiées.
Il participe activement aux travaux de sociétés savantes : de 1921 à 1923 il est vice-président de la Société scientifique du Bourbonnais ; à trois reprises il préside la Société linnéenne de Lyon, et est membre de l'Académie des sciences, belles-lettres et arts de Lyon, en 1946.

## Distinctions
En 1935 il reçoit le prix Fontannes. En 1929 il est nommé Officier d'académie, en 1935 Officier de l'instruction publique, chevalier de la Légion d'honneur en 1949, chevalier dans l'Ordre national du mérite.  En 1954 il est reçu docteur Honoris causa de l'Université de Bâle. 

## Publications
- Monographie paléontologique de la faune de vertébrés des sables de Montpellier: Carnivora Fissipedia, Volume 3 Partie 37,Numéro 2 de Travaux du laboratoire de Géologie Faculté des Sciences de Lyon, Faculté des Sciences, 1939, 29 p.

- Nouveaux restes de mammifères dans le gisement de lignite pontien de Soblay (Ain)  (co-auteur Georges Mazenot) Annales de paléontologie, Ed. Masson et C., 1948

- Catalogue critique de la faune des mammifères miocènes de La Grive Saint-Alban (Isère)  Première partie Chiroptères, carnivores, édentés pholidotes, deuxième partie Chalicotherioidea, rhinocerotoidea, Equoidea, Proboscidea. Lyon, 1951, Éditeur scientifique : Centre national de la recherche scientifique. France, Lyon, Muséum d'histoire naturelle, impr. de A. Rey, 104 p. + 84 p.